# Foso de lobo
Un foso de lobo (del latín fossum, excavado) es una construcción tradicional empleada en el medio rural para la caza del lobo o de cualquier otro animal considerado dañino o peligroso.

## Características
Un foso de lobos consta de una serie de elementos empleados para conducir al lobo hasta un lugar donde se le pueda dar caza. Habitualmente sus elementos constitutivos son un par de muros o tapias y un pozo o foso propiamente dicho. Los muros tienen altura suficiente para impedir el paso de los lobos, y forman en el terreno los dos lados de un triángulo. En su vértice hay una red entre ellos o un hoyo excavado en el suelo, el foso, en el que los lobos eran capturados o muertos. Los muros podían ser de piedra o madera, a veces de mampostería y otras de losas hincadas. Solían tener una longitud total de varios cientos de metros. 

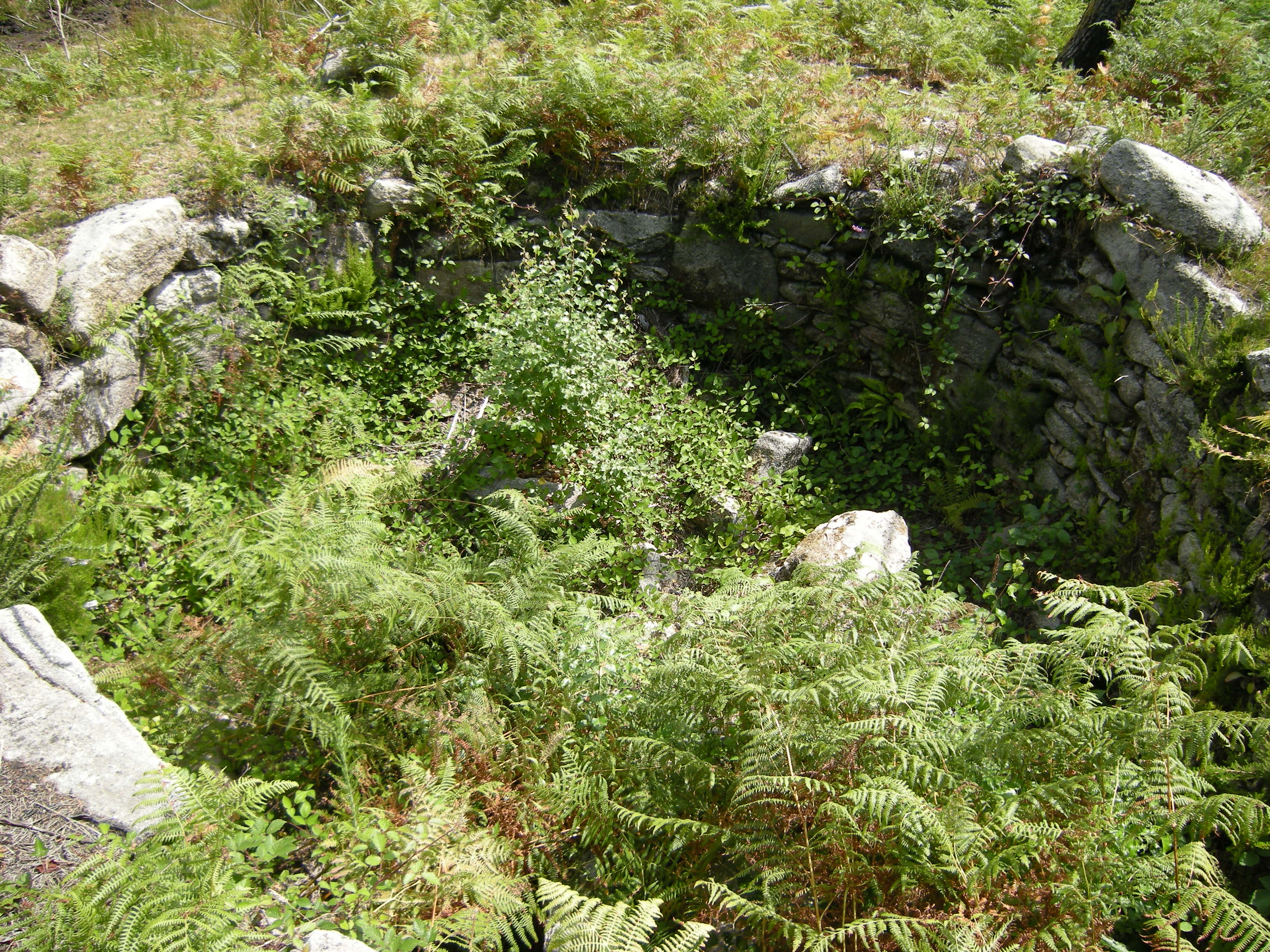
Foso de lobo en Gargamala, Mondariz.

Otra variedad consiste en un recinto murado cerrado situado en terreo elevado en un lugar de paso obligado. En él es fácil entrar pero imposible salir. También hace posible capturar al animal con vida.

## Tipos
A lo largo de los años se fueron creando y modificando los fosos, para facilitar la captura del lobo. Podemos encontrarnos con los siguientes tipos de fosos:
Foso simple: son los primeros fosos que se realizaron. Construían un agujero de suficiente altura para que el lobo no pudiera escapar, y lo cubrían de vegetación para no ser descubierto y que el animal se precipitara al fondo de este. En la actualidad son muy difíciles de encontrar porque se encuentran escondidos por la maleza o fueron rellenados para evitar accidentes.
Fosos de convergencia: son los más numerosos. Este tipo de foso está formado por dos paredes de piedra muy largas entre 65 metros y 1.300 metros. La altura de los muros es elevada y presentan una piedra en el final del muro que evita el salto del lobo hacia el exterior. Estos muros convergen en el agujero del lobo que normalmente es circular.
Fosos de doble convergencia: este tipo de fosos está compuesto por dos fosos de convergencia unidos por uno de sus muros. Cogen una zona mucho más amplia y así aumentan la posibilidad de atrapar el animal.
Fosos de cruz: esta tipología es mucho más escasa. Consiste en el empleo de cuatro muros que se dirigen al agujero.
Fosos de cabrita: este tipo consiste en la utilización de un círculo cerrado por muros de piedra que permiten la entrada del lobo pero no su salida. Para que el lobo entrara se colocaba un animal dentro (una cabra, un ternero, etc.) y se esperaba, hasta que el carnívoro cayera en la trampa.

## Uso
Las cacerías se organizan de forma comunitaria. En Galicia la participación en las cacerías estaba tradicionalmente regulada por los consejos parroquiales. Las épocas preferidas para la caza eran la primavera y el verano. Los cazadores salían a batir al monte provistos de todo tipo de objetos que hacían ruido y se encaminaban en su huida hacia el espacio entre los muros.
El uso de los fosos de lobo está extendido por todo el noroeste de la península ibérica, especialmente en las zonas más montañosas o en las menos humanizadas. La escasez creciente de lobos y osos hace que su uso esté disminuyendo. Con frecuencia la toponimia indica la existencia de fosos o dispositivos semejantes , que recibían el nombre de couso, lobeira o foxo de lobo en Galicia, calello, caneyo, calecho, xorco, jorco o caón en Asturias; chorco en León. La variedad de recinto cerrado era llamada couso en Asturias, corral en León y cortello en Zamora.